# Dơi ma Nam
Dơi ma Nam (danh pháp hai phần: Megaderma spasma) là loài dơi phân bố ở Nam Á và Đông Nam Á, từ Sri Lanka và Ấn Độ đến Indonesia và Philipin. Chúng sống trong các hang động và hõm đá. Dơi ma Nam thường ăn sâu bọ.
Tại Việt Nam có hai phân loài:
- Megaderma spasma horsfieldi Blyth,1803;
- Megaderma spasma minus Andersen,1918.

Dơi ma Nam có sải cánh lên tới 30 cm và có chiều dài đầu và thân là khoảng 10 cm. Cẳng tay của loài dơi này dài khoảng 7 cm.
Dơi ma Nam thuộc họ Dơi ma, là họ gồm có bốn chi với 5 loài. 
Dơi ma Nam thường tụ tập thành từng đàn từ 3 đến 30 cá thể. Tầm quan trọng về sinh thái học của loài dơi này vừa có tính tích cực lại vừa tiêu cực đối với con người. Chúng ăn một số loài sâu bọ có hại cho mùa màng nhưng theo Feldhamer và ctv. (1999), chúng cũng mang và truyền một số loại bệnh dịch